# Hogen (Geetbets)

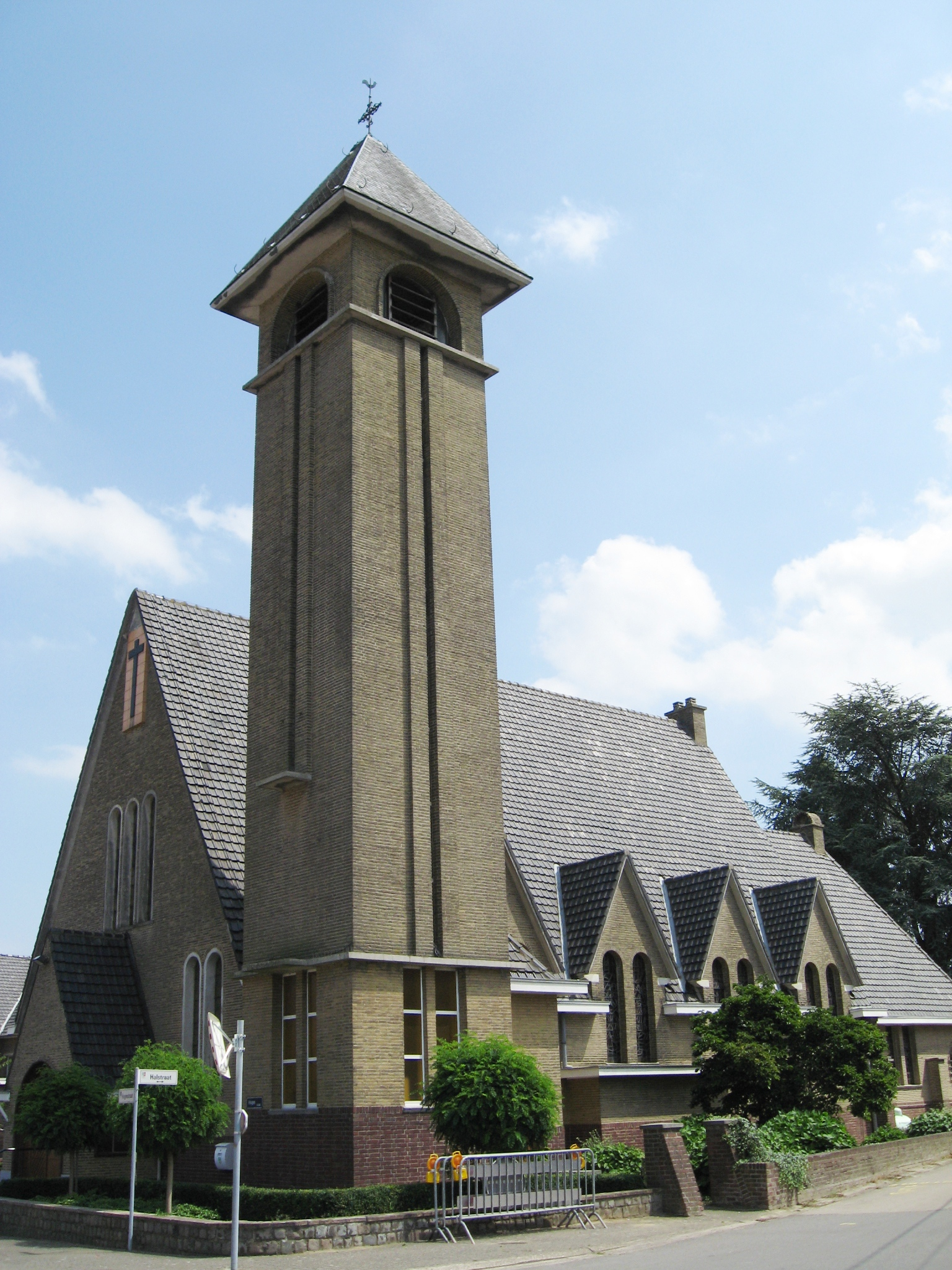
Onze-Lieve-Vrouw van de Vredekerk

Hogen is een dorp in de Vlaams-Brabantse gemeente Geetbets.
Dit dorp heeft een kerk, namelijk de Onze-Lieve-Vrouw van de Vredekerk die in de jaren '40 van de 20e eeuw werd gebouwd. Het dorp kent een school, een verenigingsleven (waaronder Chiro) en heeft ook een begraafplaats, waar zich de oorlogsgraven van enkele militairen uit de Eerste en Tweede Wereldoorlog bevinden.
Hogen ligt op een hoogte van 46 meter en het dorp wordt gekenmerkt door lintbebouwing langs de Hogenstraat.

## Nabijgelegen kernen
Geetbets, Budingen, Ransberg